# PWF世界タッグ王座
PWF世界タッグ王座（ピーダブリューエフせかいタッグおうざ）は、全日本プロレスが管理、PWFが認定している王座。創設当初はPWFの認定に加え、NWAとAWAからも併せて認可を受けたとの権威付けがなされた王座であった。現在は世界タッグ王座を構成しているチャンピオンベルトの1つである。

## 歴史
1984年4月に初代王座決定リーグ戦が行われ、スタン・ハンセン&ブルーザー・ブロディ（超獣コンビ）が初代王者となった。その他の初代王座決定リーグ戦出場チームはジャイアント馬場&ドリー・ファンク・ジュニア、ジャンボ鶴田&天龍源一郎（鶴龍コンビ）、グレッグ・ガニア&ジム・ブランゼル（ハイ・フライヤーズ）である。最終戦では馬場がハンセン&ブロディのツープラトン・パイルドライバー（テレビ中継の実況で倉持隆夫は「ツームストン・パイルドライバー」と言っていたが誤りである）を受け、さらに場外でハンセンにウエスタン・ラリアットを食らってKOされて翌日の試合を欠場し、馬場の連続試合無欠場記録は3711でストップした。
その後のタイトルマッチはハンセン組に鶴田組、天龍組が絡むことが多く、長州力、ホーク・ウォリアー&アニマル・ウォリアー（ロード・ウォリアーズ）はほとんど顔を出していない。
1988年6月、第7代王者の鶴田&谷津嘉章（五輪コンビ）とインターナショナル・タッグ王者のホーク&アニマルとの間で統一戦が行われ、鶴田&谷津が勝利して世界タッグ王座として統一された。
ベルトはPWFヘビー級王座のベルトを模したものが王座発足時に作成され、2025年まで約40年間使用されてきた。2025年7月、老朽化などを理由に新ベルトへの移行が発表され、同月17日の後楽園ホール大会にて従来のPWFタッグ王座ベルトをリニューアルしたものが王者チームに贈呈された（2013年に新調された三冠ヘビー級王座のベルトと異なり、一本化はされなかった）。
創設当時は全日本はNWAに加盟しており、NWAの規約上加盟団体は独自の王座には世界と冠することができなかったが、タッグ王座についてはNWA本部直轄の世界王座がなかったことからPWFのタッグ王座を世界タッグ王座とすることができた。
なお、PWF初代会長のロード・ブレアースはPWFヘビー級王座が出来た時にもタッグ王座の創設を提案していたが、馬場がインター・タッグ王座を全日本の看板とすることを選んだため、PWF発足の11年後という遅いタッグ王座創設となった。

## 歴代王者
| 歴代  | タッグチーム                          | 戴冠回数 | 防衛回数 | 獲得日付      | 獲得場所 （対戦相手・その他）                                                                                      |
| ----- | ------------------------------------- | -------- | -------- | ------------- | --- |
| 初代  | スタン・ハンセン&ブルーザー・ブロディ | 1        | 不明     | 1984年4月25日 | 横浜文化体育館 ジャイアント馬場&ドリー・ファンク・ジュニア ブルーザー・ブロディが新日本プロレスに移籍のため空位    |
| 第2代 | スタン・ハンセン&テッド・デビアス     | 1        | 不明     | 1985年8月     | スタン・ハンセンがテッド・デビアスをパートナーに指名してPWFが王者に認定                                            |
| 第3代 | ジャンボ鶴田&タイガーマスク（2代目）  | 1        | 不明     | 1987年7月3日  | 後楽園ホール |
| 第4代 | スタン・ハンセン&テッド・デビアス     | 2        | 不明     | 1987年7月11日 | 米子産業体育館 テッド・デビアスがWWFに移籍のため空位                                                               |
| 第5代 | スタン・ハンセン&オースチン・アイドル | 1        | 不明     | 1987年8月     | スタン・ハンセンがオースチン・アイドルをパートナーに指名してPWFが王者に認定                                        |
| 第6代 | 天龍源一郎&阿修羅・原                 | 1        | 不明     | 1987年9月3日  | 愛知県体育館 |
| 第7代 | ジャンボ鶴田&谷津嘉章                 | 1        | 1        | 1988年6月4日  | 札幌中島スポーツセンター 1988年6月10日にインターナショナル・タッグ王座との王座統一戦が行われて世界タッグ王座となる |